# Jana Tichá
Jana Tichá, rozená Jana Peltanová, (* 6. května 1965 České Budějovice) je česká astronomka a objevitelka řady planetek.
Narodila se v Českých Budějovicích Bohuslavu Peltanovi (1927–1983) a Marii, rozené Kosové (* 1930), jako mladší sestra Jiřího Peltana (* 1953). Absolvovala Jirsíkovo gymnázium v Českých Budějovicích, v roce 1987 dokončila VŠE v Praze a o rok později se provdala za českého astronoma Miloše Tichého. Od roku 1992 je ředitelkou Hvězdárny a planetária v Českých Budějovicích s observatoří na Kleti. Pod jejím vedením byl modernizován kleťský program pro astrometrická pozorování planetek a komet zavedením CCD kamer a počítačů. V rámci projektu KLENOT, který Tichá vede, byl na Kleti instalován nový teleskop se zrcadlem o průměru 1,06 m určený pro sledování blízkozemních asteroidů a dalších planetek a komet s neobvyklými drahami. Na výzkumu dlouhodobě spolupracuje s dnes již bývalým manželem Milošem Tichým a Zdeňkem Moravcem - tým v tomto složení byl pátou nejúspěšnější skupinou světa co do množství přesně zaměřených poloh planetek a čtvrtou v množství přesně zaměřených poloh komet a nejúspěšnější tým světa specializovaný na astrometrii. Do 17. května 2006 bylo 63 jí objeveným planetkám přiděleno definitivní označení.
Jana Tichá je od roku 2000 jako první Češka členkou Committee on Small Body Nomenclature IAU, komise pro pojmenovávání planetek a komet Mezinárodní astronomické unie, a od roku 2003 této komisi předsedá.
Podle Jany Tiché je pojmenována planetka (5757) Tichá objevená roku 1967 C. U. Cescou a A. R. Klemolou v El Leoncitu.

## Seznam objevených planetek
| Planetka                 | Předběžné ozn. | Datum objevení     | Spoluobjevitel |
| ------------------------ | -------------- | ------------------ | -------------- |
| (7441) Láska             | 1995 OZ        | 30. července 1995  | M. Tichý       |
| (7493) Hirzo             | 1995 US2       | 24. října 1995     |                |
| (7608) Telegramia        | 1995 UO1       | 22. října 1995     |                |
| (8307) Peltan            | 1995 EN        | 5. března 1995     |                |
| (8572) Nijo              | 1996 UG1       | 19. října 1996     | M. Tichý       |
| (10234) Sixtygarden      | 1997 YB8       | 27. prosince 1997  | M. Tichý       |
| (10403) Marcelgrün       | 1997 WU3       | 22. listopadu 1997 | M. Tichý       |
| (10872) Vaculík          | 1996 TJ9       | 12. října 1996     | M. Tichý       |
| (11105) Puchnarová       | 1995 UR2       | 24. října 1995     |                |
| (11128) Ostravia         | 1996 VP        | 3. listopadu 1996  | M. Tichý       |
| (11141) Jindrawalter     | 1997 AX14      | 12. ledna 1997     | M. Tichý       |
| (11144) Radiocommunicata | 1997 CR1       | 2. února 1997      | M. Tichý       |
| (11338) Schiele          | 1996 TL9       | 13. října 1996     | M. Tichý       |
| (12833) Kamenný Újezd    | 1997 CV1       | 2. února 1997      | M. Tichý       |
| (13229) Echion           | 1997 VB1       | 2. listopadu 1997  | M. Tichý       |
| (13792) Kuščynskyj       | 1998 VG        | 7. listopadu 1998  | M. Tichý       |
| (14068) Hauserová        | 1996 HP1       | 21. dubna 1996     | M. Tichý       |
| (15399) Hudec            | 1997 VE        | 2. listopadu 1997  | M. Tichý       |
| (16083) Jorvik           | 1999 TH12      | 12. října 1999     | M. Tichý       |
| (16709) Auratian         | 1995 SH5       | 29. září 1995      |                |
| (16794) Cucullia         | 1997 CQ1       | 2. února 1997      | M. Tichý       |
| (18841) Hruška           | 1999 RL3       | 6. září 1999       | M. Tichý       |
| (19384) Winton           | 1998 CP1       | 6. února 1998      | M. Tichý       |
| (20164) Janzajíc         | 1996 VJ2       | 9. listopadu 1996  | M. Tichý       |
| (21270) Otokar           | 1996 OK        | 19. července 1996  | M. Tichý       |
| (21873) Jindřichůvhradec | 1999 UU3       | 29. října 1999     | M. Tichý       |
| (22442) Blaha            | 1996 TM9       | 14. října 1996     | M. Tichý       |
| (22450) Nové Hrady       | 1996 VN        | 3. listopadu 1996  | M. Tichý       |
| (25258) Nathaniel        | 1998 VU        | 7. listopadu 1998  | M. Tichý       |
| (26314) Škvorecký        | 1998 UJ1       | 16. října 1998     | M. Tichý       |
| (26340) Evamarková       | 1998 XY8       | 13. prosince 1998  | M. Tichý       |
| (26969) Biver            | 1997 SE        | 20. září 1997      | M. Tichý       |
| (27087) Tillmannmohr     | 1998 UA15      | 24. října 1998     | M. Tichý       |
| (28220) York             | 1998 YN12      | 28. prosince 1998  | M. Tichý       |
| (29477) Zdíkšíma         | 1997 UE15      | 31. října 1997     | M. Tichý       |
| (29738) Ivobudil         | 1999 BT8       | 23. ledna 1999     | M. Tichý       |
| (31232) Slavonice        | 1998 CF        | 1. února 1998      | M. Tichý       |
| (31238) Kroměříž         | 1998 DT1       | 21. únor 1998      | M. Tichý       |
| (35446) Stáňa            | 1998 CK1       | 6. února 1998      | M. Tichý       |
| (35977) Lexington        | 1999 NA        | 3. července 1999   | M. Tichý       |
| (35978) Arlington        | 1999 NC        | 5. července 1999   | M. Tichý       |
| (38246) Palupin          | 1999 PL4       | 14. srpna 1999     | M. Tichý       |
| (40206) Lhenice          | 1998 SB36      | 26. září 1998      | M. Tichý       |
| (44597) Thoreau          | 1999 PW        | 6. srpna 1999      | M. Tichý       |
| (46692) Taormina         | 1997 CW1       | 2. února 1997      | M. Tichý       |
| (47144) Faulkes          | 1999 PY        | 7. srpna 1999      | M. Tichý       |
| (47294) Blanský les      | 1999 WM1       | 28. listopadu 1999 | M. Tichý       |
| (48794) Stolzová         | 1997 TY8       | 5. října 1997      | M. Tichý       |
| (50413) Petrginz         | 2000 DQ1       | 27. února 2000     | M. Tichý       |
| (52665) Brianmay         | 1998 BM30      | 30. ledna 1998     | M. Tichý       |
| (53093) La Orotava       | 1998 YO12      | 28. prosince 1998  | M. Tichý       |
| (55082) Xlendi           | 2001 QJ110     | 25. srpna 2001     | M. Tichý       |
| (56329) Tarxien          | 1999 WO1       | 28. listopadu 1999 | M. Tichý       |
| (58607) Wenzel           | 1997 UL        | 19. října 1997     | M. Tichý       |
| (59001) Senftenberg      | 1998 SZ35      | 26. září 1998      | M. Tichý       |
| (59830) Reynek           | 1999 RE33      | 10. září 1999      | M. Tichý       |
| (66934) Kálalová         | 1999 WF1       | 26. listopadu 1999 | M. Tichý       |
| (70679) Urzidil          | 1999 UV3       | 30. října 1999     | M. Tichý       |
| (70936) Kámen            | 1999 WK1       | 28. listopadu 1999 | M. Tichý       |
| (85389) Rosenauer        | 1996 QE1       | 22. srpna 1996     | M. Tichý       |
| (85573)                  | 1998 CE        | 1. února 1998      | M. Tichý       |
| (85574)                  | 1998 CG        | 1. února 1998      | M. Tichý       |
| (91007) Ianfleming       | 1998 BL30      | 30. ledna 1998     | M. Tichý       |
| (118214) Agnesediboemia  | 1996 AG1       | 12. ledna 1996     | J. Tichá       |
| (128622) Rudis           | 2004 RU        | 4. září 2004       | M. Tichý       |